# Mount Morgan (Queensland)
Mount Morgan is een plaats in de Australische deelstaat Queensland en telt 2984 inwoners (2006).